# We Are the Dead
"We Are the Dead" es una canción escrita por el músico británico David Bowie, publicada en el álbum de 1974, Diamond Dogs.

## Grabación y producción
"We Are the Dead" fue grabada en los estudios Olympic, Londres el 16 de enero de 1974. El título "We Are the Dead" es nombrado varias veces en Nineteen Eighty-Four.
"We Are the Dead" fue la primera canción en contener la palabra "mierda". Bowie no usaría la palabra de nuevo hasta "Girl Loves Me" en Blackstar.

## Lanzamiento y recepción
"We Are the Dead" fue publicado como la octava canción del álbum  Diamond Dogs. La grabación original nunca fue publicado como sencillo, pero fue publicado como lado B del lanzamiento de "TVC 15", para promocionar el álbum Station to Station.
El biógrafo David Buckley describió la letra de la canción como "gótica" y su música como "espeluznante".

## Créditos
Créditos adaptados desde las notas del álbum.
- David Bowie – voz principal, guitarra, saxofón
- Mike Garson – piano eléctrico, órgano
- Herbie Flowers – bajo eléctrico
- Tony Newman – batería